# Gaston Salasiwa
Gaston Salasiwa (Zaandam, 17 augustus 1988) is een Nederlands voetballer die als verdediger speelt voor FC Den Bosch.

## Biografie
In de jeugd speelde hij voor ZVV Zaanlandia, WFC, AFC Ajax en AZ. Bij zijn debuut op 16 januari 2009 voor Telstar en in het betaalde voetbal scoorde Salasiwa twee keer en gaf een assist in de met 1-4 gewonnen uitwedstrijd tegen FC Eindhoven. Tot zijn eerste wedstrijd bij Telstar had Salasiwa wel enkele keren met het eerste van AZ meegetraind, maar had nog niet zijn debuut gemaakt. In het seizoen 2010/2011 vertrok hij naar Bintang Medan in de Liga Primer, een club die na de naamswijziging in PSMS Medan het seizoen erna verderging in de Indonesische Premier League. Na twee jaar in Indonesië kwam hij weer terug bij Telstar.
Vanaf het seizoen 2014/15 kwam Salasiwa uit voor Almere City FC. Medio 2018 ging hij naar Notodden FK in Noorwegen. Eind 2019 liep zijn contract af. In september 2020 vervolgde hij zijn loopbaan bij MVV Maastricht. Op woensdag 18 augustus werd bekend dat Salasiwa op amateurbasis aansluit bij FC Den Bosch.

## Clubstatistieken
| Seizoen   | Club           | Duels | Goals | Competitie               |
| --------- | -------------- | ----- | ----- | ------------------------ |
| 2008/09   | AZ             | 0     | 0     | Eredivisie               |
| 2008/09   | Telstar        | 16    | 2     | Eerste divisie           |
| 2009/10   | Telstar        | 8     | 0     | Eerste divisie           |
| 2010/11   | Bintang Medan  | 25    | 2     | Liga Primer              |
| 2011/12   | Bintang Medan  | 2     | 2     | Liga Primer              |
| 2012/13   | Telstar        | 20    | 0     | Eerste divisie           |
| 2013/14   | Telstar        | 19    | 2     | Eerste divisie           |
| 2014/15   | Almere City FC | 21    | 0     | Eerste divisie           |
| 2015/16   | Almere City FC | 31    | 0     | Eerste divisie           |
| 2016/17   | Almere City FC | 38    | 5     | Eerste divisie           |
| 2017/18   | Almere City FC | 32    | 7     | Eerste divisie           |
| 2018      | Notodden FK    | 15    | 5     | 1. divisjon              |
| 2019      | Notodden FK    | 25    | 5     | 1. divisjon              |
| 2020-2021 | MVV Maastricht | 35    | 1     | Eerste divisie           |
| Totaal    | Totaal         | 287   | 31    | Update: 19 augustus 2021 |

1 Bakker ·
3 Van den Bogert ·
4 Ikeshita ·
5 Henderikx ·
6 Soomets ·
7 Doumtsios ·
8 Van Hedel ·
9 Karlsson Grach ·
10 Van Leeuwen ·
11 Verbeek  ·
14 De Groot ·
15 Van Grunsven ·
16 Monzialo ·
17 Burgering ·
18 Mulders ·
19 Jonathans ·
20 Acheffay ·
21 Kuijpers ·
22 Gravenberch ·
23 Bakaľa ·
24 Maas ·
29 El Bakkali ·
31 Bijlsma ·
33 Laros ·
34 Keijser ·
36 Van de Merbel ·
40 Boumassaoudi ·
47 Barglan ·
48 Elum ·
Coach: Landvreugd
· Assistent-trainer: Van Overbeek
· Keeperstrainer: Smit